# Talentos Táchira Fútbol Club
Talentos Táchira Fútbol Club es un equipo de fútbol venezolano establecido en San Cristóbal, estado Táchira, que militó en la Tercera División de Venezuela.

## Historia
Tras participar en torneos de las distintas categorías a nivel local, incursiona en los torneos profesionales de la F.V.F en la segunda mitad de la Tercera División Venezolana 2013/14, concretamente en el Torneo Clausura 2014; compitió en el Grupo Occidental I junto a otros 5 rivales, siendo su debut en condición de visitante ante el Soto Rosa FC del estado Mérida. El cuadro tachirense no se pudo presentar al compromiso debido a la situación del país para el momento, y a pesar de la publicación de un comunicado por parte del equipo exponiendo sus argumentos relacionados al caso en su cuenta de Twitter, el partido fue declarado como incomparecencia a favor del equipo merideño, teniendo como resultado 3-0.
A pesar de la adversa situación del partido de debut en el torneo, la humilde escuadra tachirense, cuya plantilla fue la más joven de todo el país participando en un torneo profesional en la temporada (el promedio de edad del equipo era de 17.2 años) avanzó en su semestre de debut, logrando obtener un empate a un gol ante el Unión Atlético Alto Apure, en su debut como local; la primera victoria no tardó mucho en llegar, tras lograr vencer de visitante a FA San Camilo 1-2, siendo una de las 2 victorias obtenidas por el equipo en todo el torneo; En la quinta jornada, fue derrotado por R.E.D.I Colón 1-3, partido que se jugó en el Estadio Orlando Medina, donde el cuadro tachirense fungió como local, tras haber acordado con el rival el cambio de sede. Finalizó el torneo en la quinta posición de grupo, tras sumar 7 unidades, producto de 2 victorias, un empate y un total de 6 derrotas.